# Froenzenskaja (metrostation Sint-Petersburg)
Froenzenskaja (Russisch: Фрунзенская) is een station van de metro van Sint-Petersburg. Het station maakt deel uit van de Moskovsko-Petrogradskaja-lijn en werd geopend op 29 april 1961. Het metrostation bevindt zich onder de Moskovski prospekt (Moskoulaan), ten zuiden van het stadscentrum. Het station is genoemd naar de revolutionair Michail Froenze; in de planningsfase droeg het de naam Zabalkanski prospekt, de vroegere naam van de Moskovski prospekt.
Het station ligt 39 meter onder de oppervlakte en beschikt over een korte perronhal die door arcades van de sporen wordt gescheiden. Het bovengrondse toegangsgebouw bevindt zich aan de westzijde van de Moskovski prospekt, nabij de kade langs het Obvodnyj kanal (Singelgracht). Aan het einde van de perronhal is een bas-reliëf aangebracht dat Michail Froenze omringd door militairen toont.